# Volynskita
La volynskita és un mineral de la classe dels sulfurs. Rep el nom en honor d'I.S. Volynskii (1900-1962), de l'Institut de Mineralogia de Moscou, Rússia.

## Característiques
La volynskita és un sulfur de fórmula química AgBiTe₂. Cristal·litza en el sistema ortoròmbic. La seva duresa a l'escala de Mohs oscil·la entre 2,5 i 3. És una espècie isostructural amb la bohdanowiczita.
Segons la classificació de Nickel-Strunz, la volynskita pertany a «02.JA: Sulfosals de l'arquetip PbS, derivats de la galena amb poc o gens de Pb» juntament amb els següents minerals: benjaminita, borodaevita, cupropavonita, kitaibelita, livingstonita, makovickyita, mummeïta, pavonita, grumiplucita, mozgovaïta, cupromakovickyita, kudriavita, cupromakopavonita, dantopaïta, cuprobismutita, hodrušita, padĕraïta, pizgrischita, kupčikita, schapbachita, cuboargirita, bohdanowiczita i matildita.

## Formació i jaciments
Va ser descoberta a la mina Zod, situada a Vardenis, a la província de Gegharkunik, a Armènia. Tot i no tractar-se d'una espècie gens comuna, se n'ha trobat en prop d'una cinquantena de jaciments a tot el planeta, a excepció de l'Antàrtida.